# アニョルガKKE
アニョルガKKE（Añorga Kirol eta Kultur Elkartea）は、スペイン・バスク州ギプスコア県サン・セバスティアンのアニョルガ区に本拠地を置く総合スポーツクラブ。1922年に設立され、サッカー部門、バスク・ペロタ部門、バスケットボール部門、登山部門、チェス部門、自転車部門、バスク舞踊部門などを有する。特に1980年に設立された女子サッカー部門で知られており、女子サッカーチームはプリメーラ・ディビシオン・フェメニーナ（1部）で3回優勝している。

## 女子サッカー

### 歴史
1980年には女子サッカーチームが設立された。1988年までスペイン最高峰の女子サッカー大会はコパ・デ・ラ・レイナだったが、1984年・1987年・1989年にはコパ・デ・ラ・レイナで準優勝した。1990-91シーズンには[[]]に初参加して3位となり、コパ・デ・ラ・レイナではRCDエスパニョール・フェメニーノを破って初優勝した。1991-92シーズンにはプリメーラ・ディビシオンで初優勝し、1992-93シーズンではコパ・デ・ラ・レイナで2度目の優勝を飾った。1994-95シーズンと1995-96シーズンにはプリメーラ・ディビシオンで2連覇を達成した。
2000-01シーズンはプリメーラ・ディビシオンで4位となったが、財政上の理由でセグンダ・ディビシオンに降格した。2004年には同じサン・セバスティアンにレアル・ソシエダ・フェメニーノが設立され、サン・セバスティアンにおけるトップクラブはレアル・ソシエダとなっている。2019年には3部リーグに相当するプリメーラ・ナシオナルに降格した。

### タイトル
- プリメーラ・ディビシオン・フェメニーナ
  - 1992, 1995, 1996
- コパ・デ・ラ・レイナ
  - 1990, 1991, 1993

### 成績
| シーズン | 国内リーグ         | 国内リーグ         | 国内カップ |
| シーズン | ディビジョン       | 順位               | 国内カップ |
| -------- | ------------------ | ------------------ | ---------- |
| 1980-81  | 全国選手権の創設前 | 全国選手権の創設前 |            |
| 1981-82  | 全国選手権の創設前 | 全国選手権の創設前 |            |
| 1982-83  | 全国選手権の創設前 | 全国選手権の創設前 |            |
| 1983-84  | 全国選手権の創設前 | 全国選手権の創設前 | 準優勝     |
| 1984-85  | 全国選手権の創設前 | 全国選手権の創設前 |            |
| 1985-86  | 全国選手権の創設前 | 全国選手権の創設前 |            |
| 1986-87  | 全国選手権の創設前 | 全国選手権の創設前 | 準優勝     |
| 1987-88  | 全国選手権の創設前 | 全国選手権の創設前 |            |
| 1988-89  |                    |                    | 準優勝     |
| 1989–90  |                    |                    |            |
| 1990–91  | プリメーラ         | 3位                | 優勝       |
| 1991–92  | プリメーラ         | 優勝               | ベスト8    |
| 1992–93  | プリメーラ         | 2位                | 優勝       |
| 1993–94  | プリメーラ         | 3位                | ベスト4    |
| 1994–95  | プリメーラ         | 優勝               | 準優勝     |
| 1995–96  | プリメーラ         | 優勝               | ベスト8    |
| 1996–97  | プリメーラ         | 2位                |            |
| 1997–98  | プリメーラ         | 8位                |            |
| 1998–99  | プリメーラ         | 9位                |            |
| 1999–00  | プリメーラ         | 5位                |            |
| 2000–01  | プリメーラ         | 4位                |            |

| シーズン | 国内リーグ   | 国内リーグ | 国内カップ |
| シーズン | ディビジョン | 順位       | 国内カップ |
| -------- | ------------ | ---------- | ---------- |
| 2001–02  | セグンダ     | 4位        |            |
| 2002–03  | セグンダ     | 3位        |            |
| 2003–04  | セグンダ     | 2位        |            |
| 2004–05  | セグンダ     | 2位        |            |
| 2005–06  | セグンダ     | 2位        |            |
| 2006–07  | セグンダ     | 2位        |            |
| 2007-08  | セグンダ     | 5位        |            |
| 2008–09  | セグンダ     | 10位       |            |
| 2009–10  | セグンダ     | 6位        |            |
| 2010–11  | セグンダ     | 6位        |            |
| 2011–12  | セグンダ     | 5位        |            |
| 2012–13  | セグンダ     | 5位        |            |
| 2013–14  | セグンダ     | 5位        |            |
| 2014–15  | セグンダ     | 7位        |            |
| 2015–16  | セグンダ     | 4位        |            |
| 2016–17  | セグンダ     | 5位        |            |
| 2017–18  | セグンダ     | 7位        |            |
| 2018–19  | セグンダ     | 5位        |            |
| 2019–20  | ナシオナル   |            |            |